# Бромэтан
Бромэта́н (бро́мистый этил, этилброми́д) — галогеналкан состава {\displaystyle {\ce {CH3CH2Br,}}} прозрачная бесцветная или слегка желтоватая токсичная жидкость с запахом хлороформа.

## Получение
В промышленности бромистый этил получают по реакции электрофильного присоединения бромоводорода к этилену:
{\displaystyle {\ce {CH2=CH2 + HBr -> CH3-CH2-Br}}}.
В лабораторных условиях этилбромид получают по реакции нуклеофильного замещения действием бромоводорода на этанол. Чаще всего бромоводород получают in situ из бромида калия и серной кислоты:
{\displaystyle {\ce {KBr + H2SO4 -> HBr + KHSO4,}}}
{\displaystyle {\ce {CH3CH2-OH + HBr ->[{\ce {H2SO4}}] CH3CH2-Br + H2O}}}.
В качестве галогенирующего реагента в лабораторной практике также могут быть использованы бромиды трехвалентного и пятивалентного фосфора:
{\displaystyle {\ce {3 CH3CH2-OH + PBr3 -> 3 CH3CH2-Br + P(OH)3,}}}
{\displaystyle {\ce {4 CH3CH2-OH + PBr5 ->}}}
{\displaystyle {\ce {-> 4 CH3CH2-Br + PO(OH)3 + HBr}}}.
К редко используемым в лабораторной практике методам получения бромэтана относятся реакции радикального бромирования этана:
{\displaystyle {\ce {CH3-CH3 + Br2 ->[{\ce {h\nu}}] CH3CH2-Br + HBr,}}}
и реакция Бородина — Хунсдикера с применением пропионата серебра и брома:
{\displaystyle {\ce {CH3CH2-COOAg + Br2 ->}}}
{\displaystyle {\ce {-> CH3CH2-Br + CO2 + AgBr}}}.

## Физические свойства
Бромэтил — прозрачная бесцветная или слегка желтоватая жидкость с запахом хлороформа. Под действием света и воздуха (кислорода) легко разлагается, поэтому его следует хранить в герметически закупоренных темных склянках.

## Химические свойства
В воде, как и многие галогенопроизводные, медленно гидролизуется:
{\displaystyle {\ce {CH3CH2Br + H2O -> CH3CH2-OH + HBr}}}.
Со щелочами взаимодействие идёт быстрее и двумя путями:
{\displaystyle {\ce {CH3CH2Br + NaOH ->[{\ce {H2O}}] CH3CH2-OH + NaBr,}}}
{\displaystyle {\ce {CH3CH2Br + NaOH ->[{\ce {C2H5OH}}] CH2=CH2 + NaBr + H2O}}}.

## Применение
Применяется в медицинской промышленности, в производстве этиловой жидкости, как химическое сырье для органического синтеза, а также в качестве рабочего вещества или компонента в автоматических системах пожаротушения.
Является наркотиком с узким терапевтическим диапазоном, вызывает повреждение миокарда.

## Токсичность
Бромэтан в больших количествах токсичен. При остром отравлении наблюдаются наркотическое состояние, тахикардия, цианоз, коллапс.
ЛК50: 36 мг/л (белые мыши, экспозиция 2 часа), 53 мг/л (белые крысы, экспозиция 4 часа).